# Saved from the Harem
Saved from the Harem è un film muto del 1915 scritto e diretto da Wilbert Melville. È presumibilmente andato perduto.

## Produzione
Il film, prodotto dalla Lubin Manufacturing Company, venne girato a Coronado, in California.

## Distribuzione
Distribuito dalla General Film Company, il film - in quattro bobine - uscì nelle sale USA il 27 dicembre 1915.